# ジュエリーかまた
株式会社ジュエリーかまたは、青森県弘前市に本社を置く結婚指輪や婚約指輪などブライダルジュエリーを主とした小売・製造業者。

## 来歴
- 1929年 - 鎌田静によりかまた時計店として創業。その後3代目鎌田精一が、ジュエリーかまたに屋号を変更しオーダーメイドのマリッジリングを主軸に事業を転換する。
- 2001年 - 秋田へ出店。県外へはこれが初出店となる。
- 2017年12月時点で全国11店舗を展開している。
- 2018年4月より手作り指輪のリングラムを展開。
- 2021年2月リングラム福岡店をオープン。

## 店舗
- 弘前本店（青森県弘前市）
- 青森店（青森県青森市）
- 下田店（青森県上北郡おいらせ町）
- 八戸店（青森県八戸市）
- 函館店（北海道函館市）
- 秋田新国道店（秋田県秋田市八橋）
- 盛岡本宮店（岩手県盛岡市本宮）
- 仙台店（宮城県仙台市青葉区）
- 表参道店（東京都渋谷区）
- 横浜元町店（神奈川県横浜市）
- 名古屋店（愛知県名古屋市）
- 京都店（京都府京都市）
- 大阪梅田店（大阪府大阪市）
- 神戸店（兵庫県神戸市）
- 広島店（広島県広島市）
- 福岡店（福岡県福岡市）